# Sevasti Qiriazi
Sevasti Qiriazi, également connue sous le nom de  Sevasti Dako-Qiriazi, née en 1871, morte le 30 août 1949, est une patriote albanaise et une pionnière de l'éducation des femmes dans ce pays.

## Biographie
Sevasti est issue d'une famille, les Qiriazi  (ou Kyrias), de Monastir, une ville aujourd'hui située en Macédoine,. L'écrivain albanais Naim Frashëri obtient qu'elle soit admise au Robert College à Constantinople. Elle est la première femme albanaise à pouvoir étudier dans cette institution américaine. Ces études se terminent en juin 1891. À son retour à en Albanie ottomane, elle contribue à l'ouverture d'une école albanaise pour filles dans Korçë, en 1891 avec son frère Gjerasim Qiriazi, complétant une première école enseignant la langue albanaise et ouverte en 1887.

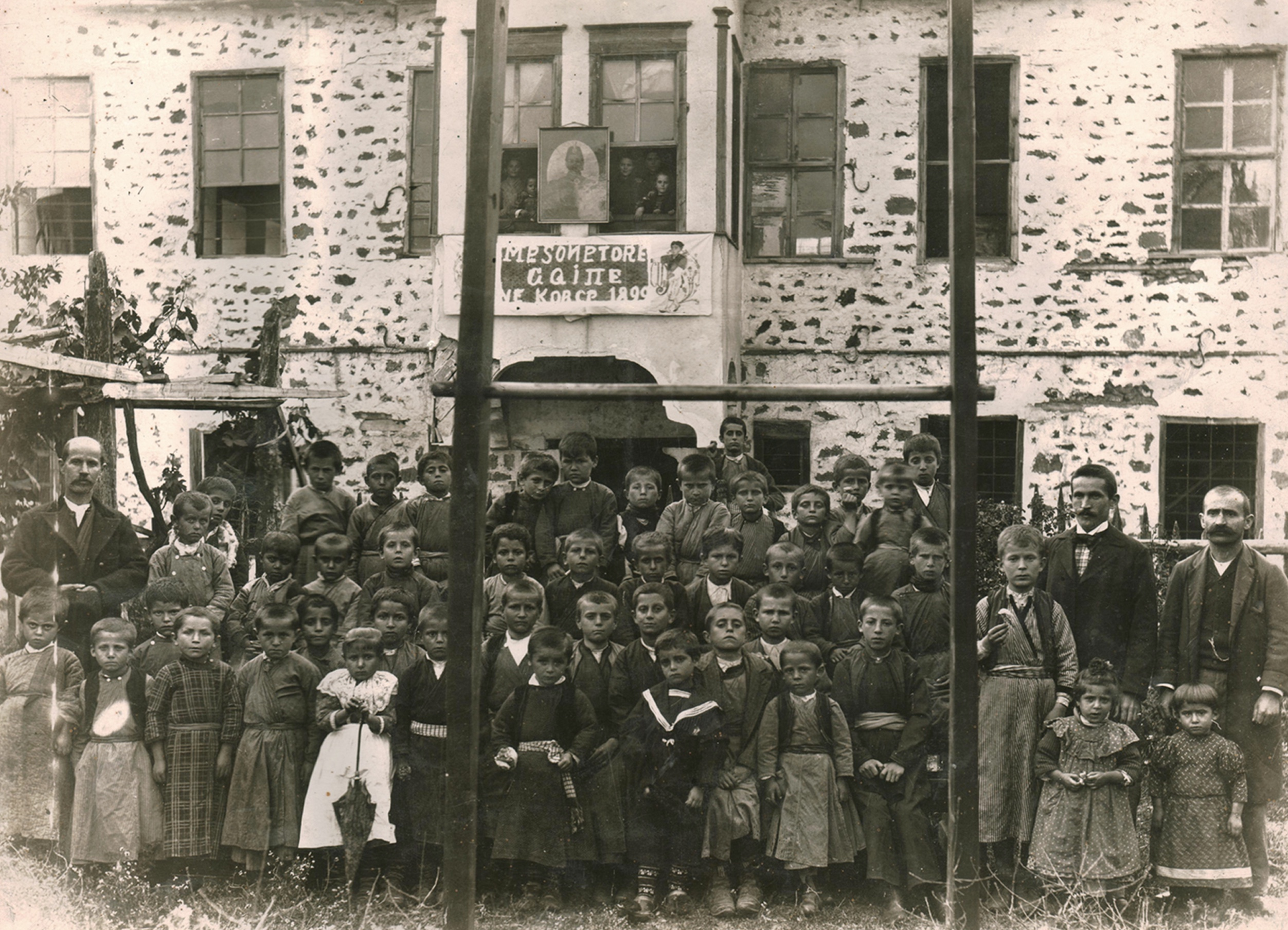
La première école en langue albanaise, fondée en 1887 à Korçë. La photographie date de 1899.

Sevasti aide à la préparation de manuels scolaires. Elle aurait publié une grammaire destinée aux écoles élémentaires (Bitola, 1912) et édité un manuel d'histoire. Durant la Première Guerre mondiale, à la suite de l'occupation grecque du Sud de l'Albanie, elle gagne la Roumanie, puis émigre aux États-Unis avec son mari, Christo Anastas Dako (1878-1941), journaliste, écrivain et homme politique, et sa sœur Parashqevi. Christo Anastas Dako y ouvre la première école albanaise en Amérique.
Sevasti retourne en Albanie au début des années 1920. Elle anime, avec sa sœur Parashqevi, des actions pour l'émancipation des femmes albanaises.
Durant la Seconde Guerre mondiale, sa sœur et elle sont arrêtées et déportées au Camp de concentration de Banjica près de Belgrade par les unités pro-nazis dirigés par Xhaferr Deva. Ils survivent et retournent à Tirana à la fin de la guerre.
En raison du rôle politique de Dako au sein de l'ancienne monarchie albanaise, et de son rôle de ministre dans un des gouvernements de ce régime, dans l'entre-deux-guerres, le nouveau régime communiste institué en Albanie en 1946 se montre hostile aux sœurs Qiriazi, malgré leur rôle dans le maintien d'un État albanais et dans leurs positions contre l'occupation fasciste italienne puis allemande, de 1939 à 1945. La famille est  persécutée, les deux fils de Sevasti Qiriazi sont arrêtés et emprisonnés, l'un des deux meurt. Fatiguée, et déprimée par la mort de son fils, Sevasti meurt à son tour en août 1949.
Les sœurs Kyrias ou Qiriazi (en albanais : Motrat Qiriazi) sont considérées aujourd'hui comme les Mères de l'éducation en langue albanaise. De nombreux établissements éducatifs en Albanie et au Kosova portent leur nom. Le 7 mars est officiellement en Albanie la  Fête des professeurs, en souvenir de l'ouverture de l'école en 1891 à Korçë.